# HMS Illustrious (1789)
Pour les autres navires du même nom, voir HMS Illustrious.
Le HMS Illustrious est un vaisseau de 74 canons en service dans la Royal Navy. Lancé le 7 juillet 1789, il est fortement endommagé à la bataille de Gênes, s'échoue dans la tempête qui suit et son épave est incendiée.

## Conception et construction
Le HMS Illustrious est le douzième et dernier navire de la classe Arrogant. Commandé le 31 décembre 1781 et construit par le chantier Henry Adams à Bucklers Hard à partir de septembre 1784, il est lancé le 7 juillet 1789. Long de 168 pieds (soit environ 51 m), large de 46 pieds et 9 pouces (soit environ 14,25 m) et d'un tirant d'eau de 19 pieds et 9 pouces (soit environ 6,02 m), il déplace 1 616 tons.
Le pont-batterie principal est armé avec 28 canons de 32 livres et le pont-batterie supérieur avec 28 canons de 18 livres. Le navire embarque de plus 14 canons de 9 livres sur ses bastingages et 4 canons de 9 livres sur son gaillard d'avant. L'ensemble totalise 74 canons et une bordée de 1 562 livres.

## Service actif
En 1793, commandé par le capitaine Thomas Lennox Frederick (en), le HMS Illustrious est affecté à la flotte de la Méditerranée de l'amiral Hood. Dans la soirée du 16 juillet, le navire, assisté de la frégate HMS Leda, assure le rôle de sentinelle vers la haute mer pour la flotte britannique qui bloque la rade de Toulon. Les deux navires sont attaqués vers 9 heures du soir par trois frégates françaises qui regagnent le large après avoir fait plusieurs victimes dans l'équipage du vaisseau britannique.
Après la prise de Toulon par la flotte britannique, le HMS Illustrious fait partie, avec les HMS Berwick, Agamemnon, Alcide et les frégates Nemesis et Lowestoffe, d'une division confiée au commodore Robert Linzee chargée de faire pression sur le bey de Tunis pour qu'il refuse l'entrée de son port aux Français.
Le 14 mars 1795, le HMS Illustrious participe, toujours sous le commandement du capitaine Frederick, à la bataille de Gênes. Le navire mène un groupe de quatre unités à la poursuite du vaisseau français Ça-Ira, fortement endommagé la veille par le HMS Agamemnon d'Horatio Nelson. Lorsque l'amiral Martin, commandant la flotte française, décide d'accepter le combat, il répartit ses unités en deux lignes qui abordent les vaisseaux britanniques par bâbord et tribord. Les HMS Illustrious, Courageux, Princess Royal du vice-amiral Samuel Goodall (en) et Agamemnon affrontent des ennemis sur chacun de leurs bords, et, à 8h45, un tir de boulets ramés abat la mâture de misaine de l'Illustrious.
En raison des dégâts subis le 14 mars, le HMS Illustrious est pris en remorque par la frégate HMS Meleager. Le 17 mars, une violente tempête s'abat sur la flotte britannique près de la côte italienne. Le HMS Illustrious finit par casser sa remorque. Il est jeté à la côte entre Livourne et La Spezia. La Lowestoffe et le brick Tarleton recueillent son matériel et tout son équipage parvient à regagner le rivage. Le capitaine prend ensuite la décision de bruler l'épave, considérée comme irrécupérable.